# Stella Bettermann
Stella Bettermann (* 1963 in München) ist eine deutsche Journalistin und Buchautorin.

## Leben
Bettermann wurde als Tochter eines Deutschen und einer Griechin geboren. Sie studierte Sozialpädagogik in München. Seit 1995 ist sie alleinerziehende Mutter zweier Kinder.
Ihre Arbeit als Journalistin begann sie 1989 für die Frauenmagazine Elle und Freundin. Dann war sie bis 2006 als Ressortleiterin für das Magazin Bunte tätig. Viele Jahre schrieb sie auch für den Focus – seit dessen Gründung im Jahre 1993 und noch bis heute – im Ressort Modernes Leben/Entertainment.

## Werke
- Mama solo! Das Rettungsbuch für Single-Mütter. Frankfurt am Main, Eichborn, 2001. ISBN 978-3821816753
- Mama ante portas: Mein Jahr als Hausfrau - Ein Selbstversuch. Berlin, Marion von Schröder, 2007. ISBN 978-3547711301
- Ich trink Ouzo, was trinkst du so? Meine griechische Familie und ich. Köln, Bastei Lübbe, 2010. ISBN 978-3404616664
- Ich mach Party mit Sirtaki: Wie ich in Deutschland meine griechischen Wurzeln fand. Köln, Bastei Lübbe, 2011. ISBN 978-3404616268
- Griechischer Abschied. Kommissar Nick Zakos ermittelt. (Nick-Zakos-Krimi, Band 1.) Berlin, Ullstein, 2015. ISBN 978-3548286549
- Griechische Begegnung. Ein neuer Fall für Nick Zakos. (Nick-Zakos-Krimi, Band 2.) Berlin, Ullstein, 2016 ISBN 978-3548286556
- Griechisches Geheimnis: Kommissar Nick Zakos ermittelt. (Nick-Zakos-Krimi, Band 3.) Berlin, Ullstein, 2017. ISBN 978-3548289090
- Griechische Gefahr: Kommissar Nick Zakos ermittelt. (Nick-Zakos-Krimi, Band 4.) Berlin, Ullstein, 2018. ISBN 978-3548289106
- Gebrauchsanweisung für die griechischen Inseln. Berlin, Piper 2002, ISBN 978-3-492-27742-6.
- Gebrauchsanweisung für den Strand - Eine Reise zu den Stränden der Welt, Piper, 2023 ISBN 978-3492277686